# Podilsk
Podilsk (ukrainska: Подільськ uttal (fil)) eller Bârzula (rumänska: Bârzula) är en stad i Odessa oblast i södra Ukraina med en befolkning på omkring 40 000 invånare. Tidigare namn på staden är Birzula (Бірзула) och Kotovsk (Котовськ).